# 天空之城
《天空之城》（日语：天空の城ラピュタ）是一部由吉卜力工作室製作、宫崎骏執導，於1986年8月2日首映的日本動畫電影，作品的原作、導演、劇本和角色設定皆由宫崎骏擔任。此作也是吉卜力工作室首次公開的劇院作品，由東映發行。
《天空之城》的故事背景約設定在19世紀後期的蒸气龐克虛構世界，講述一位技工學徒的少年和一位持有神秘礦石的少女相遇，又與政府軍隊、特務和海盜爭相尋找傳說中的天空之城「拉普達」的冒險故事。這部電影在1986年獲得Animage動漫大獎並得到積極的評價，票房收入超過1600萬美元。截至2021年《天空之城》在票房、家庭影像和配樂方面的總收入約1.57億美元。
《天空之城》對日本流行文化的影響相當廣大，影響日本國內與海外大量的動畫及漫畫系列作品。在當代也被譽為是蒸汽龐克和柴油龐克流派中最具有影響力的代表作品。在關於最佳動畫電影列表的日本民意調查中，《天空之城》在2006年日本新媒體動漫藝術節上被評為第二佳動畫電影，在2008年Oricon觀眾投票中被評為第一名。

## 概要
這部動畫作品是宮崎在小學時代構想的虛構作品為基礎，並且沒有原作的首部原創動畫作品。製作由德間書店負責。宮崎在高畑勳的電影《柳川堀割物語》製作延誤後，為籌集資金而向德間書店的鈴木敏夫尋求協助，從而啟動了這個企劃，並且成為了於此電影為契機而創立的吉卜力工作室的第一部作品。
面對越來越面向高年齡觀眾的動畫，宮崎的方針是以漫畫電影復興為目標，將小學生作為對象企劃了一部古典冒險故事，而作品也能夠受到成年觀眾的欣賞，雖然最終的票房數字並不理想，但由東映發行的觀眾滿意度調查卻高達97.7%，故事得到了廣泛年齡層的支持，並且電影錄影帶發行銷售表現良好。
「拉普達」這個名稱取自乔纳森·斯威夫特的《格列佛遊記》中的一個國家，即位於飛行島上的「拉普達王國」。故事中也出現了以斯威夫特為名的人物，他幻想了飛行島的故事，但《天空之城》除了借用名字之外與《格列佛遊記》並無關聯。

### 特色
故事舞台在一個約為十九世紀後期的蒸氣龐克虛構世界，古老的帝國「拉普達」是一座傳說中能夠漂浮在空中的天空之城，傳說那座島嶼已經無人居住但是裡面卻蘊藏著巨大的財富與驚人的神奇力量與發達的科技。因此無論軍方、空中海賊或是許多的探險家等不平凡的人物都在找尋著這座島嶼，但是只有少數人能夠穿越守護拉普達的雲層「龍之巢」並且親眼目睹拉普達城後還能平安回到地面。
作品的主角是一位技工學徒的少年巴魯，與一位持有神秘礦石的少女希達，他們兩人將開始踏上從政府軍隊、一群秘密特務和一些海盜們展開搶奪護身符的混戰之中，尋找天空之城「拉普達」的冒險。

## 劇情概述
某天晚上，在一片漆黑的夜空中，一艘海盜飛船襲擊了飛艇。空中海盜集團朵拉一族的目的並不是掠奪財物，而是尋找一位名叫希達的少女。希達所持有的護身符擁有神秘的力量，因此她被政府特務穆斯卡帶往政府軍總部協助調查。當朵拉一族入侵飛艇引發混亂時，希達使用酒瓶擊昏正在請求援兵的穆斯卡並拿回護身符，她為了逃離朵拉一族的追捕不慎從飛行船上掉落到地面上的鐵車道山谷。就在此時，護身符的神秘力量讓希達緩慢地降落。一位技工學徒的少年巴魯救下希達卻不知道該如何處理她，於是巴魯只好帶希達回家。第二天早上，巴魯給剛甦醒過來的希達看他去世的父親留下的照片。巴魯的父親生前拍攝的照片顯示一個名為"拉普達"的飛行島嶼。他曾親眼目睹拉普達城並告訴所有人關於拉普達城的存在卻被當成騙子。因此巴魯的願望是自己製造一架小型飛機來尋找拉普達城足以證明他父親的話是真實的。
後來，巴魯和希達在朵拉一族以及政府軍士兵的追捕下掉進廢棄的礦井中並且遇見住在礦井深處的波姆爺爺。波姆告訴兩人希達的護身符是由飛行石製成的，並解釋說飛行石是一種能讓天空之城「拉普達」飛行在天上的神秘礦石，並講述了許多關於飛行石和拉普達的傳說。因此巴魯下定決心，他一定要和希達找到拉普達城。他們剛離開礦井沒多久，就被政府軍捉住並關押在泰迪斯要塞的碉堡監獄。穆斯卡在碉堡中向希達展示一個無法動彈的機器人，並表示他很早就知道希達的全名是拉普達王族傳承下來的名字。他利用這一點要求希達與政府軍合作。希達只好以釋放巴魯為條件讓他能夠離開碉堡。悲痛的巴魯回到家中卻被朵拉一族挾持。朵拉一族得知飛行石的情報正準備前往碉堡，巴魯為了拯救希達決定暫時與他們合作前往碉堡的方向。與此同時，希達唸出她家祖傳的咒語使機器人得以啟動，穆斯卡對此感到震驚，因為喚醒機器人的咒語能找到拉普達城的所在之處。機器人幫助希達逃離穆斯卡和政府士兵的追擊並為了保護她而被摧毀，它在最後一刻徹底破壞碉堡，讓巴魯得以依靠朵拉一族的幫助迅速帶著希達離開碉堡。穆斯卡則藉助希達不慎留下的護身符與軍方首領穆羅將軍合作，搭上政府軍的飛行戰艦「歌利亞號」前往拉普達城。
後來，希達和巴魯乘坐朵拉一族的飛船「虎蛾號」工作。並緊隨歌利亞號朝著拉普達城的方向前進，希達和巴魯在晚上執行監視任務時，希達告訴巴魯，她在父母去世後被已故的祖母在肯德亞山谷撫養長大繼承許多拉普達王族世代傳承的古老咒語。在一場強勁的風暴過後，烏雲終於散去，巴魯認出他已故父親照片上的雲彩，並向朵拉表示拉普達城的正確位置。就在「虎蛾號」準備降落時，「歌利亞號」突然出現並開火攻擊，導致巴魯和希達從飛船上掉落到已經荒廢、雜草叢生的拉普達城中。他們抵達拉普達城最上層的溫室花園，遇到一個巨型機器人，它與摧毀碉堡的機器人非常相似。巴魯和希達發現拉普達城的花園內只有機器人、一些植物和遠古生物在生活著。這時抵達拉普達城的穆羅將軍把朵拉一族給囚禁起來便帶領軍隊搜掠拉普達的財寶，巴魯和希達為了保護拉普達城上方的花園不被破壞也要救出被俘虜的朵拉一族，他們決定從穆斯卡的手中奪回飛行石。但在過程中巴魯和希達不慎被穆斯卡的部下給查獲，希達也因而被再度挾持，巴魯救出朵拉一族便從朵拉的手上拿到槍砲冒險前往拉普達城下方。
與此同時，穆羅將軍發現穆斯卡的背叛行跡決定率領軍隊進入城市內部穆斯卡帶著希達利用飛行石的力量打開通道之下，他們進入拉普達城深層的接見室的控制台。穆斯卡向希達透露自己也是拉普達王族的後裔，他解釋說儘管他們的家族都起源於拉普達，但自從他們的祖先七百年前被陸地分隔後就再也沒有見面，直到現在作為王族後裔的他們再度相聚。穆斯卡計劃利用飛行石的力量獲取拉普達城的科技試圖掌握拉普達之力。最初穆羅將軍試圖用炸藥炸開通道卻無法打開通道，穆斯卡刻意引導穆羅將軍一夥人來到達拉普達城最下方的接見室，便向他們揭示拉普達城所擁有的強大力量，讓希達和正攀爬向抵達拉普達城下方深處的巴魯為此感到吃驚。穆斯卡要求穆羅將軍一夥人現在向自己叩拜卻遭到拒絕，於是他利用飛行石使軍隊墜落到拉普達城上方的海中並啟動武裝設備和大部分機器人來摧毀「歌利亞號」。希達趁機逃脫並奪回護身符並且在穆斯卡的追擊下跑向洞穴，她把飛行石從洞口遞給正進入拉普達城下方深處的巴魯並請求他將飛行石扔入海中。希達在穆斯卡逼近時將飛行石交託給巴魯，巴魯接過護身符時差點被繼續追擊希達的穆斯卡射擊，他用從朵拉拿給的槍砲將牆面打穿跑向希達所在的位置。
穆斯卡一路追逐希達到達拉普達王族的寶座廳跟她相互對峙。希達告訴穆斯卡作為拉普達王族對於他從事卑劣的行徑令她感到悲哀。她宣稱即使要與穆斯卡在廢墟中的拉普達城寶座廳同歸於盡，也願為保護祖先的故鄉而不惜一切。希達指出她終於明白拉普達城走向毀滅的真正原因並指責穆斯卡只想獲取強大武器不顧傷害眾多的機器人，即使他獲得拉普達的力量也無法在陸地以外繼續存在。然而穆斯卡射中希達的髮辮並表示拉普達城的存在絕不會被遺忘，其城市的力量將會實現人們的心願與願望。此時巴魯及時趕到要求穆斯卡釋放希達，否則他將會摧毀飛行石。穆斯卡詢問巴魯的意圖是否能放走希達，巴魯希望與希達交談並要求穆斯卡答應他的要求（限三分鐘）。希達跟巴魯交談中得知朵拉一族已安全逃離，她教導巴魯說出拉普達王族長年來禁用的毀滅咒語。當他們在穆斯卡面前念出「巴魯斯」的毀滅咒語時，拉普達城開始毀滅散發出強大光芒，飛行石的光使穆斯卡失明從拉普達城高處墜入海中身亡。巴魯和希達在巨樹保護下駕駛滑翔機離開拉普達城。在和朵拉一族團聚並告別後，兩人前往肯德亞山谷。
故事最終，拉普達城只剩下一棵大樹和殘留建築，依靠深埋在根系中的巨大飛行石繼續漂浮空中。

## 登場角色

### 主要人物
巴魯

本作的主角希達（左）與巴魯（右）

配音： 田中真弓（日本）；馮友薇(舊版)、劉小芸(新版)（台灣）；盧素娟(舊版)、陳安瑩(新版)（香港）；詹姆斯·范德比克（美國）
本片男主角，是一位住在有礦坑的小型城鎮附近的少年，他在礦山中擔任實習的機械工人的職位。
本身個性直接且豪爽、機靈，因從事礦工的因素而身強體壯；且具有超出一般同年齡孩童的運動細胞與優秀的眼力。每天早上起床後的例行公事則為放出自家樓頂飼養的鴿子及吹奏小号。
自己在父母雙亡後獨自一人生活，父親生前是一位飛行冒險家，當時他與他好友在使用飛行船時不慎被低氣壓給捲進去卻成功突入到內部並意外發現到天空之城拉普達，而且成功拍攝到一幅拉普達城的照片，生前堅稱拉普達城確實存在，卻被眾人給當成騙子。
深信過世的父親對於拉普達城的見聞，並決心捍衛父親的名譽，所以他的願望是自己製造一架小型飛機來尋找傳說中的天空之城拉普達，作品中有一幕有帶到這一架已經完成一部分的航空器。與希達相識並親眼看到飛行石的力量然後與朵拉一族前往拉普達城。在本作品的最後告別朵拉一族和希達一同前往希達的北方故鄉肯德亞山谷。
希達
配音：横泽启子（日本）；許淑嬪(舊版)、林美秀(新版)（台灣）；黃麗芳(舊版)（香港）；安娜·帕奎因（美國）
本片女主角，全名為「羅希達·多耶魯·烏魯·拉普達」。是居住在肯德亞山谷中的一名少女孤兒，真實身份為天空之城拉普達王族的正統後裔，王族名字裡的「多耶魯」是拉普達語，意為「真」、「烏魯」是「王」。
有著會為他人著想的性格，心地善良，但也不乏獨有的堅毅和不屈的精神。擅長料理與家事，視力與巴魯一樣突出、並知曉其家族代代相傳與飛行石相關的古老咒語，在拉普達城即將陷入危機時寧願犧牲自己的生命也要保衛故國。
從小雙親過世被祖母扶養，因此從祖母那裡學會許多拉普達王族的古老咒語，祖母過世後就獨自一人生活，原本在故鄉肯德亞山谷中放氂牛，但因被政府特務穆斯卡藉以調查的理由被帶往政府軍總部。在搭乘飛行客船的途中遇上想要搶奪飛行石的海賊朵拉一族，在爭奪戰中為了逃避海賊及軍隊的追捕而意外從飛行客船上墜落地面，之後因身上佩戴的飛行石在緊急時發動空浮魔力，所以平安地降落到地上並因此與巴魯相識。之後與巴魯也持續遭遇空賊和政府軍的追趕，兩人被抓後為了不牽連巴魯而將他給放走，在被巴魯和朵拉一族援救後前往故國拉普達。最後在拉普達城的寶座廳內和巴魯念出毀滅咒語破壞拉普達城成功脫出後返回故鄉肯德亞山谷。

### 空中海賊「朵拉一族」
朵拉
配音：初井言榮（日本）；姜瑰瑾(新版)（台灣）；曾慶珏(舊版)、陳安瑩(新版)（香港）；克劳斯·利特曼（美國）
空中海賊「朵拉一族」首領及空賊飛行船「虎蛾號」船長，年紀約在50歲上下，與三名兒子及其它手下過著打劫其他飛行船的生活。
雖已上年齡但仍有旺盛的行動力及清晰果決的判斷力，並有著破解軍方的無線電密碼及擅用各種小道具的能力。原先打劫的目的只是想單純奪取飛行石，但在發生巴魯和希達的飛行石事件之後再加上政府軍的出動使其確信拉普達的真實存在並前往拉普達城。
作品中雖是為了目的不擇手段的惡徒，但內心會在意著巴魯與希達的安危才是她的正面性格。
在虎蛾號上個人專屬的房間牆壁上則掛著年輕時的肖像畫。其亡夫是一位天才發明家，從使用的虎蛾號到小型的鼓翼機皆出自於他的發明。

#### 朵拉一族的成員
朵拉的三個兒子與其餘五位與一位技術師所組成的團體，期中朵拉的三個兒子其各自的名字的由來都是歷代的法國國王的稱號。
夏爾
配音：神山卓三（日本）；李香生(舊版)、陳宗岳(新版)（台灣）；米克·馬克肖恩（美國）
朵拉的長子。年紀為30歲，有著豐厚鬍子、無與倫比力氣和健美肉體的人，能將胸部的肌肉鼓起撐開到衣服的扣子彈出去，喜歡的食物是布丁。
喜歡希達，拿著花想送她。在希達和巴魯登上飛行母艦後協助希達清潔廚房地板的工作。
路易
配音：安原義人（日本）；孫中台(舊版)、李勇(新版)（台灣）；曼迪·帕迪金（美國）
朵拉的次子。年紀為25歲，留有一小撮的鬍子，喜歡的食物是肉餡餅。
喜歡希達，在對方登上飛行母艦後曾直接看著希達並說出"好美"這個詞，也到廚房協助希達的工作：洗碗收拾碗盤。
亨利
配音：亀山助清（日本）；于正昇、孫中台(舊版)、周寧(新版)（台灣）
朵拉的么子，僅20歲的虎蛾號成員，臉頰上長有雀斑，時常用帽子把眼睛給遮起來。
在三兄弟中是唯一沒有鬍子。什麼食物都喜歡吃。最後去廚房的人，也想來幫忙希達。
KA、KI、KU、KE、KO
配音：峰恵研、菅原正志、平井隆博、大瀧進矢（日本）；于正昇、李香生、孫中台(舊版)、周寧、沈光平、陳宗岳(新版)（台灣）
為朵拉手下中除了三名親生兒子外的另外五位成員，五位成員的名字皆依序以日語讀音中來稱呼，並分別來自於葡萄牙（右臉有刀疤角色）、埃及（帶眼罩角色）、日本（棕色鬍子角色）、中國（墨色鬍子角色）及塞內加爾（頭罩遮口角色）。
哈拉·莫多羅
配音：槐柳二（日本）；李香生(舊版)、沈光平(新版)（台灣）；馬特·K·米勒（美國）
朵拉的虎蛾號上專屬維修技師，與朵拉為舊識。

### 政府・軍隊的官員
穆斯卡
配音：寺田農（日本）；于正昇(舊版)、康殿宏(新版)（台灣）；張炳強(舊版)（香港）；马克·哈米尔（美國）
本作反派，全名為「羅穆斯卡·保羅·烏魯·拉普達」，是天空之城拉普達王族另一分支的後裔。保羅在希臘語有從屬的意思，所以名字有可能暗示其為「拉普達的副王」。
為政府的情報機關之特務的首領，軍階是上校。棕髮和金色眼睛，因為視力不佳因此戴著有度數的太陽眼鏡。
手槍的射擊技術很優秀，隨身攜帶一本家族流傳下來關於拉普達相關的資料和拉普塔文字的翻譯手冊，擅長破解無線電密碼，加上靠著接受高等教育的原因熟悉舊約聖經和其他國家的經典著作並具有高超的語言技能。
外表對人謙和有禮，內心卻暗藏著掌握拉普達之力的慾望。對拉普達內部的財寶沒有興趣，真正的目的是要獲得拉普達的軍事科技。
故事開始時接到政府的委託下找尋天空之城拉普達的行蹤，於是率領三名部下到肯德亞山谷藉以調查的理由帶走同為拉普達王族後裔的希達、藉此獲取她持有的飛行石用以探查拉普達的行蹤，但在搭乘飛行客船的途中遇上想要搶奪飛行石的海賊朵拉一族，試圖請求支援時被希達用玻璃瓶擊昏，令希達逃離朵拉一族時從客船上墜落行蹤不明，因此在希達與巴魯離開礦井後直接將他們關押在泰迪斯要塞的碉堡監獄，起初向希達展示一具不能動的機器人並藉以巴魯要求她與政府軍合作找到拉普達城，後來因為希達說出拉普達王族找尋拉普達城的方向兼召喚機器人的咒語喚醒機器人引發混亂，加上巴魯在朵拉一族的幫助下迅速帶希達離開碉堡，只好以希達不慎遺留下來的護身符與軍方的首領穆羅將軍合作搭上政府軍的飛行戰艦「巨人號」前往拉普達城。
後來到達拉普達後先是破壞軍事設備然後再度挾持希達進入中樞深處，靠著飛行石和家族流傳的手冊破譯之下成功掌控拉普達的中樞核心系統，並且向希達表明自己也是拉普達王族的後裔的真相，之後利用拉普達的武裝設備和機器人部隊來摧毀巨人號，最後眼睛被巴魯和希達以毀滅咒語解放中樞飛行石時所產生的強光照射導致類雪盲症的暫時性失明從而摔落海中，故事最後沒有明確交代本角色是否身亡。
某位日本網友在觀看天空之城影片時發現最後天空之城解體物件掉落海中時的畫面中出現不明物體，經其多次觀看重播和放大解析後發現是一個穿著與穆斯卡相同顏色衣服的人故此推定他最後墜落海中身亡。
在天空之城的角色設計草圖中定位為宮崎駿1978年執導的電視動畫《未來少年柯南》中反派角色「雷普卡」的先祖。
黑眼鏡男子
配音：大塚芳忠、菅原正志（日本）；李香生、孫中台(舊版)、沈光平、周寧(新版)（台灣）
穆斯卡的部下兼特務機關員，全數都戴著黑色墨鏡，而且跟穆斯卡一樣手槍的射擊技術很優秀。
故事開始時分別跟隨穆斯卡到肯德亞山谷與待在飛行船中出現的三人、在政府軍的要塞中有四人、抵達拉普達後雖有兩人，跟隨穆斯卡進入中樞的通道卻被留在中樞內部，在設法以攀爬方式爬上巨石回到原來的地方。但是穆斯卡進入拉普達黑色半球狀的內部啟動機關卻令中樞巨石被置換方向，因此遭巨石給移動與甩開。
穆羅將軍
配音：永井一郎（日本）；于正昇(舊版)、康殿宏(新版)（台灣）；馮永和(舊版)（香港）；吉姆·康明斯（美國）
政府軍隊中的軍官，即為政府相關單位建立的「拉普達城計畫」的指揮官。階級為將軍，有著一副指揮官的肥胖樣子，個性衝動與魯莽，完全不考慮後果。
故事開始時因在過去某位農民的農田中發現一具來自科技發達的天空之城拉普達卻從空中墜落至地面的巨型機器人兵後，使得原先為傳說的拉普達城被視為可能存在的地方，因此在與政府相關單位合作成立「拉普達城計畫」成為指揮著飛行戰艦歌利亞號與穆斯卡前往拉普達，但是目標只著重在拉普達的金銀財寶，對於穆斯卡的真正目的完全不知情。最後發現穆斯卡的背叛行徑後率領大批部下前往拉普達城的城市內部試圖活捉並且處決他，卻誤入穆斯卡的陷阱與大批的士兵從拉普達城最下方的接見室摔落至空中下方，生死不明。
在《羅馬專輯》第131-132頁的提案初稿中和穆斯卡同樣為反派。在同一本書的第131頁有一幅穆羅上校戴著圓頂禮帽的插圖。
士兵
配音：福士秀樹、大塚芳忠、古田信幸、田中和實、關俊彥（日本）；孫中台、李香生、于正昇(舊版)（台灣）；科瑞·波頓、約翰·迪·馬吉歐、史考特·門福利、艾迪·富爾森、麥克·索利奇（美國）
穆羅將軍旗下的士兵，分別在碉堡與飛行戰艦歌利亞號中出場。
堡壘的大部分士兵和士官都戴著戰鬥頭盔，只有戴帽子的高級軍官和將軍的副官清晰可見。歌利亞號的士兵都會身穿雙扣飛行服和頭巾，有些人還戴著護目鏡。
在碉堡中奉穆斯卡的命令將摧毀碉堡的機器人給破壞殆盡，在抵達天空之城拉普達後就搜刮拉普達城的金銀財寶，對於穆斯卡的真正目的完全不知情。最後發現穆斯卡的背叛行徑後率領大批部下前往拉普達的城市內部試圖活捉並且處決他，卻分別誤入穆斯卡的陷阱與大批的士兵從拉普達城最下方的接見室摔落至空中下方，與搭乘歌利亞號試圖摧毀機器人部隊不成，最後在歌利亞號被毀掉狀態下生死不明。

### 鐵車道山谷
波姆爺爺
配音：常田富士男（日本）；于正昇(舊版)、胡立成(新版)（台灣）；理察·戴薩特（美國）
一位在廢棄礦坑裡獨自生活的老人，與巴魯為舊識，知曉著礦石的相關知識與飛行石和天空之城「拉普達」有關的傳說。
角色模特兒為宮崎駿的工作同事森康二及近藤喜文。
達非
配音：糸博（日本）；孫中台(舊版)、周寧(新版)（台灣）；約翰·霍斯特爾（美國）
巴魯在礦坑工作的老闆，有著一身強健的體魄，曾與夏爾有過一次經典的打架戲碼。
老闆娘
配音：鷲尾真知子（日本）；許淑嬪(舊版)、陳季霞(新版)（台灣）；崔絲·馬可尼爾（美國）
達非的妻子，與達非一同協助巴魯與希達逃離朵拉一族的追緝。似乎將巴魯視為兒子也很關心他。
瑪姬
配音：TARAKO（日本）；雷碧文(新版)（台灣）；黛比·德瑞貝利（美國）
達非夫婦的女兒，似乎和巴魯關係很好，有時會去他家玩。
運煤火車司機
配音：西村知道（日本）；于正昇(舊版)、沈光平(新版)（台灣）
一位運煤火車的司機，出手協助巴魯與希達逃離朵拉一族與政府軍的追緝。
希達的祖母
配音：鈴木黎子（日本）；陳季霞(新版)（台灣）
希達早已過世的祖母，獨自一人撫養年少時的希達，曾傳授她許多拉普達王族的古老咒語。

## 登場兵器
虎蛾號
| 虎蛾號   | 虎蛾號                  |
| -------- | ----------------------- |
| 全長     | 42米                    |
| 全高     | 20米                    |
| 全幅     | 54米                    |
| 巡航速度 | 35節（約65公里／小時）  |
| 最高速度 | 72節（約133公里／小時） |
| 續航距離 | 3820公里（無風狀態下）  |

朵拉海盜團一家作為根據地的空中飛行母船，開發者為空中海盜團首領朵拉的亡夫。
故事中為了追擊已先行出發前往天空之城拉普達的政府軍飛行戰艦歌利亞號，在希達的方位記憶幫助下利用順風成功的追上。最後則遭歌利亞號的開火攻擊而嚴重毀損墜毀在天空之城的下半部，於天空之城解體崩壞的同時一併摔落海中。
船體上共計有六個推進用螺旋槳（左右機翼末端各一、船體中央後端下方共四隻），機翼上的連帶螺旋槳可藉由手動的方式進行水平和接近垂直的角度調整。
機上前端為駕駛艙及空中走道，本體備有朵拉一行人的起居室外船身下端則為小型飛行器鼓翼機的收納庫。上方的第二個瞭望台則可以脫離變成滑翔機模式。
船內通信以使用傳聲筒為主，使用滑翔機瞭望時則改用用艦內電話機。
因船身未載裝任何對空武器，碰上敵手追擊時以快速逃離為主。
鼓翼機
| 鼓翼機   | 鼓翼機                    |
| -------- | ------------------------- |
| 全長     | 2.04米                    |
| 全高     | 1.22米                    |
| 全幅     | 7.2米（飛行翼完全展開時） |
| 巡航速度 | 60節（約111公里／小時）   |
| 最高速度 | 約182公里／小時           |
| 續航距離 | 218公里（無風狀態下）     |

朵拉海盜團一家出動進行搶劫時所使用的空中移動機器，此飛行器一樣同由朵拉的亡夫發明。
外型為具有昆蟲模樣飛翼的飛行器，採用電流驅動以人工筋肉為原料所製成的四片對稱薄膜飛行翼來進行全方位的空中運動，可進行上升、下降等各種迴旋動作。
機體的下方裝置有兩具小型噴射引擎，可於飛行翼無任何運轉的情況下進行噴射加速，並搭載煙霧施放功能可進行視野干擾，在使用噴射引擎的情況下最高可以維持6分鐘的無聲音飛行狀態。
因進行飛行時駕駛員為直接暴露在機體外，為避免飛行中駕駛員遭到強大風力吹落而在控制台備有腰帶扣環。
此為宮崎駿在製作《天空之城》時的前六年便已構思過的虛構飛行器，因先前未能找到適合登場的動畫作品而無採用的機會。
機器的在作品的原名則為宮崎駿改自「撲翼機」一詞。
歌利亞號
| 歌利亞號 | 歌利亞號                |
| -------- | ----------------------- |
| 圖片     |                         |
| 全長     | 312米                   |
| 全高     | 82米                    |
| 全幅     | 84米                    |
| 巡航速度 | 58節（約107公里／小時） |
| 最高速度 | 98節（約181公里／小時） |
| 續航距離 | 16000公里（無風狀態下） |
| 容納人數 | 360人                   |

為政府軍隊開發的巨大飛行戰艦，名字來自舊約聖經中的非利士人巨人歌利亞。
是穆羅將軍利用軍用無線電暗號向軍方總部請求來的大型兵器，亦為穆斯卡和穆羅將軍用來搜索拉普達的工具。
是本作中螺旋槳數量最多的飛行器，數量共計有24個，艦艏左右兩側延伸出去的觸角型構造上各兩具，艦體中央部分上端左右各六具，後端中下方左右各兩具，艦體最上方左右共兩具大型。同時可搭載三架小型飛行艇。艦身上搭配眾多對地艦炮對空機槍，但劇情最後不敵拉普達的機器人兵而被擊沉爆炸墜入海中。
機器人兵
天空之城拉普達王國所開發和使用的自律式人工智慧兵器，作品設定身高3.44米，體重為238公斤。頭部共裝備大小不同的兩管光束砲。全身構成之材質為陶瓷黏土裝甲，可抵抗手槍等一般兵器的打擊。
在其胸部的兩側裝置有噴射推進裝置，兩隻手臂的後端尖尖延伸處可以伸出類似人工筋肉的薄膜來作為飛行時的翅膀，並可將身軀轉化為如圓球狀的收納待機型態。
除有以戰鬥為目的的機器人，拉普達裡另有以看護、園丁等不同工作任務而製造的機器人，戰鬥用與非戰鬥用機器人在手臂外觀上則會有不同模樣。
此原為宮崎駿在擔任1980年《魯邦三世》電視版第二期的最後一集《再見了，可愛的魯邦》動畫劇本中的機器人角色，因受到宮崎駿的喜愛而再度採用到《天空之城》中。

### 其它
天空之城 拉普達
本作中所有角色的最終目的地與決戰的地方。按照電影片頭所展示，最初拉普達並非只有一座城，而周邊還有很多飛行的小島。而且主城亦並非只有三層，而是由多層所組成，最底部以螺旋驅動。當時古代的拉普達人用最先進科技的飛行石作為核心建造的大型空浮都市來獲得榮耀與財富度過數百年，但是隨著時間流逝過七百年前，拉普達城突然爆發未知的流行病奪去不少人的性命，因此全拉普達人決定棄守科技進步的拉普達城來到陸地遠離未知的災禍，自此拉普達人開始生活於陸地過著隱居的生活。被化為廢墟遺跡的拉普達城只餘下皇室部份及溫室中心。此地藉著飛行石的動力而飄浮在空中，而現今頂端溫室中心的巨大樹木已成長至將根部蔓延進下層的核心與底部。而希達和穆斯卡是拉普達王族的後裔。當時拉普達城會化為廢墟的關鍵就在肯德亞山谷所流傳的歌詞中:「根要扎在土壤裡，和風一起生存，和種子一起過冬，和鳥群一起歌頌春天。」這段歌詞在表達的意思是人類不論有多麼先進的科技與驚人的軍事武器，他們只要離開陸地將會無法繼續生存下去。
拉普達人為了避免有任何人再試圖接近該都市，他們離開拉普達城之前召喚出超大型低氣壓保護罩「龍之巢」來保護故城，而保護罩只有在飛行石的持有者登陸拉普達時才會解除。許多人因為龍之巢出現的緣故幾乎無法活著回到陸地，而巴魯的父親是少數穿越龍之巢親眼目睹拉普達城後還能夠平安回到陸地的人，而政府軍的飛行戰艦「巨人號」則是靠著飛行石的導引下使戰艦安全地開進龍之巢中。
身為拉普達王族後裔的希達所持有的飛行石正是拉普達城的鑰匙，唯有在說出王族所流傳中能啟動來協助他們的機器人士兵的咒語「里特．拉多巴里達．烏魯蘇．亞里亞多斯．巴魯．奈多利路」的情況下，才能讓飛行石能夠正確顯示拉普達城的方位。
現今的拉普達結構只餘下三部分，分別代表自然，財富，權利，最上層為溫室花園和居住城市區以及天台，中間層分別為王宮、城市、街道以及存有眾多金銀財寶的區域房間，裡面也藏有收納相當數量的機器人士兵。深層內部中樞與最下層的為通道是只有拉普達王族的成員與他們的後裔才能進入的場所，外觀雖然為多層次圓形架構，裡面的硬度即使用炸藥都無法加以破壞，但是內部則具備著可以操控拉普達城的機器人士兵與武器的石板。最下層的下方半球體為拉普達城的武器以及使拉普達城持續飛行的能源，球體外觀有可引發「拉普達雷電」的七座黑色石柱，它所發出的雷電被穆斯卡稱為舊約聖經中毀滅過索多瑪與蛾摩拉之城的天之火亦是印度史詩神話流傳中的雷神因陀羅之箭。而拉普達城在巴魯與希達說出拉普達王族長年以來禁用的毀滅咒語「巴魯斯」時解體下層半球體及部份堡壘，令巨樹的樹根顯露出來，只留存上層溫室花園及地面，它在重量減輕後仍然藉著飛行石的能量持續上升。
飛行石
為古代拉普達人以高科技的技術所萃取出、可發動空浮的神秘礦石，拉普達人並此礦石的技術為核心鑰匙建造出可操縱與漂浮空中的都市拉普達城。希達藏匿於壁爐縫隙的祖傳飛行石則描繪著金色的拉普達王族紋章，拉普達王族的女性並被長輩要求只有在結婚時才能短暫配戴。
飛行石的點子來自於宮崎駿自懂事時翻閱由福島鐵次繪製的作品《沙漠魔王》中出現的飛行寶石。

## 製作

### 制作契机
在1984年宮崎駿推出的動畫《風之谷》受到熱烈迴響後，當時宮崎駿與高畑勳及鈴木敏夫三人商量將《風之谷》賺來的資金用在高畑勳計畫籌備拍攝的紀錄片《柳川堀割物語》上。（pp. 68–69）之後因《柳川堀割物語》在開始拍攝時便就出現資金不足的狀況，鈴木敏夫為了解決費用問題，便請宮崎駿再拍攝一部動畫電影。
因先前《風之谷》的成功，德間書店一方的人員曾表示希望能推出《風之谷》的續集，但此提議未得到宮崎駿的青睞。宮崎駿敲定下部發表的作品為由個人原創劇情的動畫──《天空之城》，並定位於適合較廣泛年齡層欣賞的愉快冒險電影"（p. 86），引用英國作家喬納森·斯威夫特1726年的小說《格列佛遊記》中的飛島國空中城堡"拉普達"為舞台；以及先前原本打算改編美國漫畫家温瑟·麦凯的《小尼莫》中有著搭乘飛行船的海盜的情節於新作裡。
1985年6月15日，宮崎駿、高畑勳在鈴木敏夫及其出版公司德間書店的支持下共同創立了吉卜力工作室。（p. 110）宮崎本人選擇了這個名字，一方面是參考了阿拉伯語中指撒哈拉沙漠的熱風，另一方面是參考了二戰期間意大利軍用飛機的名字（p. 40）。創立該工作室的初衷是通過製作原創且高品質的長篇動畫電影，為日本的動畫行業注入新的活力（p. 91）。鈴木在1995年安錫國際動畫電影節上的演講中表示：「我們的想法是要為每一部作品投入充沛的能量、充足的預算和時間，從不在品質或內容上妥協。」

### 背景考察
宮崎駿將《天空之城》設定以虛構的英國社會作為背景（p. 97），在製作前，曾前往英國威爾斯一帶勘景，當地廢棄的採礦城鎮以及有著一望無際天空的草原景色皆對電影場景設定有著影響。當時因宮崎駿造訪威爾斯前，當地曾發生礦工罷工事件，後續在他回到日本拍攝《天空之城》時，將他在威爾斯的聽聞的罷工事件經驗融合在電影中：「我剛好在礦工罷工後抵達威爾斯，我欽佩他們對於工作與社群的聯合抵抗方式，我想要將這種社會的力量反映在我的電影中。」（p. 110）
學者蘇珊·J·納皮爾認為，這種描述揭示了宮崎駿對簡單生活方式的嚮往，以及創作一個基於樂觀主義故事的願望（p. 91）。動畫學者海倫·麥卡錫則認為「《天空之城》似乎也包含著威爾士人民爭取民族獨立和自由鬥爭的迴響」。（p. 96）1986年，在電影上映之前，宮崎駿再次訪問威爾士。
後續2005年宮崎駿在《衛報》的採訪上表示：「我欽佩這些人，我欽佩他們為了挽救生活而戰鬥的方式，就像日本的煤礦工所做的。許多我這個世代的人將這些礦工視為一種象徵。」
《天空之城》的製作預算為5億日元，當時相當於300萬美元（相當於2022年的800萬美元）。多家動畫工作室，如動畫公司動畫工房和Oh！Production也為動畫補間提供支援。

### 主題
和宮崎的許多其他電影一樣，《天空之城》的主角為年輕的孩子（p. 22）。宮崎重視描繪孩子們善良、對自己的行動有信心，以及在面對逆境時的抗壓能力和樂觀態度。（p. 92）他批評對他先前執導的電視系列作品《未來少年柯南》中，認為片中的主角柯南「太過於乖乖牌」的的評論家，坦承自己曾有說出：「所以你們想看到『壞角色』嗎，傻瓜？」的駁斥。（p. 295）
電影評論家科林·奧德爾和米歇爾·勒布朗克認為，創造一個以年輕主角為特色的電影能夠產生成人所不能感知的觀點，他們表示：「吉卜力的電影中的孩子是一股解放的力量，讓一切成為可能。」（p. 23）
宮崎認為，缺乏父母的監管對於促進孩子的獨立性是很重要的。電影中的主角，如希塔和巴魯為孤兒，或以某種方式與父母分離。（pp. 92–93）並表示：「大多數經典兒童文學的重要元素之一，就是故事中的孩子們實際上是靠自己生活的。」（p. 50）在他看來，父母的存在會壓抑孩子的自主權。（p. 63）電影中還探討了孩子們能力的限制。卡瓦拉羅觀察到，這一主題通過正負特徵之間的調節增加了細微差別。例如，巴魯差點放棄了希塔和他對天空之城的追求，而希塔和帕魯則對水晶和天空之城的了解不足而遇到困難。（p. 63）此外，與宮崎之前的作品不同，主角們沒有成功地說服反派改正自己的錯誤，這提供了一種對孩子教育他人能力更為悲觀的觀點。（p. 111）
納皮爾提出，宮崎在《天空之城》中堅持展示孩子的自由可以歸功於1958年日本動畫電影《白蛇傳》的影響。宮崎在17歲時首次觀看了這部電影，這部電影激勵他追求一個從事動畫的職業生涯。（p. 4）在1982年在早稻田大學的一次講座上，宮崎曾分享了自己對這一經歷的想法，他說：「當我看到《白蛇傳》時，彷彿我從眼中摘下了鱗片；我意識到我應該在我的作品中描繪孩子們的誠實和善良。」並認為這是他努力的重點。對於探索更佳純真的主題，宮崎在下一部電影《龍貓》則更加突出探索了這一主題。（p. 105）

### 配樂
本片的配樂由日本音樂家久石讓所擔當。因先前久石讓首次參與宮崎駿作品《風之谷》的配樂時，當時動畫的製作人高畑勳建議先完成一套電影配樂雛型的「印象專輯」；之後再以印象專輯為基礎改編為電影配樂，久石讓在製作《天空之城》配樂時便沿用先前高畑勳建議的方針，並多次與高畑勳互相檢討決定原聲帶的曲風方向。在此後，宮崎和久石成為密切合作的夥伴，久石自此為宮崎的所有長篇動畫電影提供音樂。
在電影上映前三個月，由德間日本傳播發行的形象專輯在CD上發布，其中收錄了作曲家久石譲為電影創作的演示音樂和音樂草圖，作為成品配樂的先行版本。1987年，東京城市愛樂管絃樂團錄製的第三個版本的原聲帶重新編曲，並以CD形式發行。
1998年，迪士尼重製的美版《天空之城》DVD發行時，久石讓也將海外版的《天空之城》配樂做了重新編曲及曲目擴充，此一修改後續也得到許多正面的回應，新的配樂由西雅圖交響樂團演奏。

#### 音樂專輯
印象專輯
| 曲目                 | 創作              |
| -------------------- | ----------------- |
| 1.天空之城拉普達（） | 作曲‧編曲：久石讓 |
| 2.鴿子與少年（）     | 作曲‧編曲：久石讓 |
| 3.礦工（）           | 作曲‧編曲：久石讓 |
| 4.飛行石（）         | 作曲‧編曲：久石讓 |
| 5.朵拉（）           | 作曲‧編曲：久石讓 |
| 6.希達與巴魯（）     | 作曲‧編曲：久石讓 |
| 7.大樹（）           | 作曲‧編曲：久石讓 |
| 8.鼓翼機（）         | 作曲‧編曲：久石讓 |
| 9.龍之穴（）         | 作曲‧編曲：久石讓 |
| 10.泰迪斯要塞（）    | 作曲‧編曲：久石讓 |
| 11.希達與巴魯（）    | 作曲‧編曲：久石讓 |
| 12.遺失的樂園（）    | 作曲‧編曲：久石讓 |

原聲帶
| 曲目                         | 創作                                                |
| ---------------------------- | --------------------------------------------------- |
| 1.空中降臨的少女（）         | 作曲‧編曲：久石讓                                   |
| 2.鐵道車溪谷的早朝（）       | 作曲‧編曲：久石讓                                   |
| 3.痛快的打鬥（～追蹤）（）   | 作曲‧編曲：久石讓                                   |
| 4.肯德亞家鄉的回憶（）       | 作曲‧編曲：久石讓                                   |
| 5.失落的巴魯（）             | 作曲‧編曲：久石讓                                   |
| 6.機器人兵（復活～救出）（） | 作曲‧編曲：久石讓                                   |
| 7.合唱：伴隨著你（）         | 作詞：宮崎駿 作曲‧編曲：久石讓 演唱：杉並兒童合唱團 |
| 8.希達的決心（）             | 作曲‧編曲：久石讓                                   |
| 9.在虎蛾號中（）             | 作曲‧編曲：久石讓                                   |
| 10.毀滅前的徵兆（）          | 作曲‧編曲：久石讓                                   |
| 11.月光下的雲海（）          | 作曲‧編曲：久石讓                                   |
| 12.天空之城拉普達（）        | 作曲‧編曲：久石讓                                   |
| 13.拉普達的崩壞（）          | 作曲‧編曲：久石讓 演唱：杉並兒童合唱團              |
| 14.伴隨著你（）              | 作詞：宮崎駿 作曲‧編曲：久石讓 演唱：井上杏美       |

### 歌曲
- 片尾曲

《伴隨著你》
作詞：宮崎駿 作曲、編曲：久石让 演唱：井上杏美

## 聲演
| 配音                                       | 配音    | 配音       | 配音              | 配音            | 配音     | 配音                                                           | 角色                                  |
| 日本                                       | 台灣    | 台灣       | 香港              | 香港            | 中国大陆 | 美國                                                           | 角色                                  |
| 日本                                       | VCD版本 | 迪士尼版本 | 1987年 安樂公映版 | 2001年 洲立版本 | 公映版   | 美國                                                           | 角色                                  |
| ------------------------------------------ | ------- | ---------- | ----------------- | --------------- | -------- | -------------------------------------------------------------- | ------------------------------------- |
| 田中真弓                                   | 馮友薇  | 劉小芸     | 盧素娟            | 陳安瑩          | 万舒心   | 詹姆士·范·德·比克                                              | 巴魯（パズー）                        |
| 橫澤啟子                                   | 許淑嬪  | 林美秀     | 黃麗芳            | 潘芳芳          | 张雨濛   | 安娜·派昆                                                      | 希達（シータ）                        |
| 初井言榮                                   |         | 姜瑰瑾     | 曾慶珏            | 陳安瑩          | 徐燕     | 克蘿麗絲·利奇曼                                                | 朵拉（ドーラ）                        |
| 寺田農                                     | 于正昇  | 康殿宏     | 張炳強            |                 | 卢力峰   | 馬克·漢米爾                                                    | 穆斯卡（ムスカ）                      |
| 永井一郎                                   | 孫中台  | 陳宗岳     | 馮永和            |                 | 季骜杰   | 吉姆·康明斯                                                    | 穆羅將軍（モウロ将軍）                |
| 常田富士男                                 | 于正昇  | 胡立成     |                   |                 | 李昊甲   | 理查德·戴薩特                                                  | 波姆爺爺（ポムじいさん）              |
| 神山卓三                                   | 李香生  | 陳宗岳     |                   |                 | 傅晨阳   | 米克·馬克肖恩                                                  | 夏爾（シャルル）                      |
| 安原義人                                   | 孫中台  | 李勇       |                   |                 | 张占坤   | 曼迪·帕迪金                                                    | 路易（ルイ）                          |
| 亀山助清                                   | 于正昇  | 周寧       |                   |                 | 锦鲤     |                                                                | 亨利（アンリ）                        |
| 槐柳二                                     | 李香生  | 沈光平     |                   |                 |          | 馬特·K·米勒                                                    | 哈拉·莫多羅（ハラ・モトロ）           |
| 糸博                                       | 孫中台  | 周寧       |                   |                 |          | 約翰·霍斯特爾                                                  | 達菲（親方）                          |
| 鷲尾真知子                                 | 許淑嬪  | 陳季霞     | 黃小英            |                 |          | 崔絲·馬可尼爾                                                  | 老闆娘（おかみさん）                  |
| TARAKO                                     |         | 雷碧文     |                   |                 | 刘简菱   | 黛比·德瑞貝利                                                  | 瑪姬（マッジ）                        |
| 鈴木黎子                                   |         | 陳季霞     | 黃小英            |                 |          |                                                                | 希達的祖母（シータの祖母）            |
| 西村知道                                   | 于正昇  | 沈光平     |                   |                 | 郑炼     |                                                                | 運煤火車司機（軽便鉄道の機関士）      |
| 大塚芳忠                                   | 李香生  | 周寧       |                   |                 |          |                                                                | 黒眼鏡A（黒眼鏡(A)）                  |
| 菅原正志                                   | 孫中台  | 沈光平     |                   |                 |          |                                                                | 黒眼鏡B（黒眼鏡(B)）                  |
| 大瀧進矢                                   | 于正昇  | 陳宗岳     |                   |                 |          |                                                                | KI/埃及人（キ(エジプト人の子分)）     |
| 平井隆博                                   | 孫中台  | 周寧       |                   |                 |          |                                                                | KU/中國人（ク(中国人の子分)）         |
| 峰恵研                                     | 李香生  | 沈光平     |                   |                 |          |                                                                | KE/日本人（ケ(日本人の子分)）         |
| 菅原正志                                   |         |            |                   |                 |          |                                                                | KO/塞內加爾人（コ(セネガル人の子分)） |
| 林原惠                                     |         | 林美秀     |                   |                 |          |                                                                | 藍色服裝的女士（青い服の婦人）        |
| 福士秀樹 古田信幸 田中和実 関俊彦 大塚芳忠 |         |            |                   |                 |          | 科瑞·波頓 約翰·迪·馬吉歐 史考特·門福利 艾迪·富爾森 麥克·索利奇 | 無名（役名表記なし）                  |

### 工作人員
| 製作                 | 製作                 | 徳間康快 |
| 音樂                 | 音樂                 | 久石譲 |
| 作畫監督             | 作畫監督             | 丹内司 |
| 原畫頭               | 原畫頭               | 金田伊功 |
| 原畫                 | 原畫                 | 篠原征子、遠藤正明、二木真希子、小林一幸、賀川愛、前田真宏、大塚伸治、河口俊夫、近藤勝也、友永和秀、桜井美知代、森友典子、大谷敦子、福田忠、川崎博嗣、高坂希太郎、名倉靖博、鍋島修、江村豊秋 |
| 動畫檢查             | 動畫檢查             | 尾沢直志、立木康子 |
| 動畫                 | 動畫                 | 小林研二、平田英一郎、須貝美佳、高峰由恵、服部圭一郎、吉野高夫、村田俊治、茂林良哉、東誠子、竹葉直子、上田和佳子、宮本英子、本持貴、中野恭子、諸橋伸司、長井和久、山川浩臣、新屋真智子、坂野方子、コマサ 金子昌司、片山雄一 動畫工房 神原よしみ、成田達司、鈴木安子、石黒益美、松下弥生、牧野田啓介、水谷貴代、河内由美、福士多鶴子、井田聡 スタジオ・トト 逸見俊隆、角田幸子、南静子、岡本稔、森田徹 OH-Production 永井恵子、加藤由子、粟田勉 草間アート 佐藤佳子、山口明子、重田智 進藤プロダクション 日暮恭子、関明美、田中立子、山室直儀、江原仁 Studio Fantasia 手島晶子、高橋禎男、大谷久美子、岩柳恵美子、泉都 ビジュアル'80 成海厚子、渡辺純夫、浜野邦子 GALLOP 荒野真理子、岡部和美、斉藤利子 九魔工作室 手島勇人、星勲                 |
| 美術監督             | 美術監督             | 野崎俊郎、山本二三 |
| 背景                 | 背景                 | 小関睦夫、木下和宏、吉崎正樹、久村佳津、飯島久美子、太田清美、石川山子 |
| 和諧處理             | 和諧處理             | 高屋法子 |
| 特殊効果             | 特殊効果             | 阿部郷、寺岡伸治 |
| 色指定               | 色指定               | 保田道世 |
| 完成檢査             | 完成檢査             | 荻原穂美 |
| 完成                 | 完成                 | 水間千春、小川典子、長嶺浩美、石井恵美子、鍋谷雅子、酒井由紀子、島田久美、阪本文也、見田竜介、仲田ひろみ、柳沢和枝、木原恵子、宮下真理、高砂芳子 スタジオキリー 岩切紀親、西牧道子、内藤幸江、佐藤妙子、高見ふさ子、夏井正子、久世晋一郎、中田信子、青島歌苗、高橋直美、西山美代子、町井春美 スタジオファンタジア 飯塚智久、永井留美子、檀上知子、菊地祐子、棚沢真里子、浅野敏子 プロダクションアクト 横山浩子、本田由美子、田口美恵子、村野綾子、下田悦子、小松良江、倉岡裕之、風間洋子 スタジオOZ 磯崎昭彦、貴島弘子、増田奈緒美、篠田十鬼、細谷明美、平賀恵子 グループジョイ 大橋朝子、鈴木久美子、須藤彰子、袖山みか子、村上芳枝、佐藤新之介 スタジオ雲雀 成田賢二、秋山季映、荒川典子、加藤文江、鈴木洋子 スタジオ古留美 完甘幸隆、山形勝俊 |
| 攝影監督             | 攝影監督             | 白神孝始、高橋宏固 |
| 攝影                 | 攝影                 | 高橋プロダクション 小林武男、笠間いずみ、豊永安義、松嵜泰三、福島敏行、安原吉晃、石塚敬久、野口肇、宮島幸男 |
| 音響制作             | 音響制作             | Omnibus Promotion |
| 音響監督             | 音響監督             | 斯波重治 |
| 音響補佐             | 音響補佐             | 浅梨なおこ |
| 整音                 | 整音                 | 井上秀司 |
| 音響効果制作         | 音響効果制作         | E&M Planning Center |
| 音響效果             | 音響效果             | 佐藤一俊 |
| 音響效果助手         | 音響效果助手         | 小野弘典 |
| 音樂製作             | 音樂製作             | ワンダーシティ |
| 音樂製作人           | 音樂製作人           | 三浦光紀、島袋晃 |
| 音樂總監             | 音樂總監             | 庄司良一、渡辺隆史 |
| 工程師               | 掌握 紀錄            | 大川正義 |
| 工程師               | 助手                 | 梶篤、浜田純伸 |
| 聲音操作             | 聲音操作             | 福岡やすこ |
| 合唱                 | 合唱                 | 杉並兒童合唱團 |
| CD製作               | CD製作               | 德間日本傳播 |
| 錄音室               | 音樂収録             | WonderCorporation、日活調布撮影所 |
| 錄音室               | 台紙收録             | Tokyo Television Center |
| 標題                 | 標題                 | 高具秀雄 |
| 松鼠標記             | 松鼠標記             | 高具アトリエ |
| 編輯                 | 編輯                 | 瀨山武司 |
| 編集助手             | 編集助手             | 笠原義宏 |
| 演出助手             | 演出助手             | 飯田つとむ、木村哲、\|須藤典彦 |
| 製作台               | 製作台               | 押切直之 |
| 製作進行             | 製作進行             | 古里尚丈、木原浩和、原俊嗣、熱海正志、武藤薫 |
| 沖洗                 | 沖洗                 | IMAGICA |
| DOLBY STEREO技術協力 | DOLBY STEREO技術協力 | 極東コンチネンタル株式会社 森幹生 |
| 工作室               | 工作室               | 吉卜力工作室 |
| 製作人               | 製作人               | 高畑勲 |
| 執行製片人           | 執行製片人           | 原徹 |
| 原作 腳本 監督       | 原作 腳本 監督       | 宮崎駿 德間書店「アニメージュ」連載 |

## 作品文宣
- 那天，一位少女從天而降…──由鈴木敏夫提供。[54]
- 令人興奮、熱血沸騰的漫畫電影──由德山雅也提供。[54]

## 反應

### 票房
《天空之城》由東映公司發行於1986年8月2日在日本上映（p. 444）。
在日本票房方面，該片總票房達到11.6億日元，當時相當於810萬美元（相當於2022年的2200萬美元）。在香港，該片在1987年的上映期間總票房為1310萬港元，當時相當於167萬9853美元（相當於2022年的400萬美元）。在英國，該片於2012年上映的首周票房為32.7萬美元。在美國，該片於2018年有限上映期間的票房為52.3萬美元。在其他地區，該片於2003年的上映期間的票房為543.4萬美元，其中僅在法國的票房就達467萬84美元。
就票房觀影人次，該片在日本售出約80萬張門票（p. 58），並在歐洲售出106萬6427張門票。

### 家庭媒體
截至2003年，《天空之城》在日本的VHS和DVD銷售量已達到161.2萬套。在美國，截至2022年4月，2010年的DVD版本銷售收入超過1000萬美元。在英國，該片是2019年家庭視頻最暢銷的外語電影之一（僅次於其他六部日本電影，其中包括宮崎駿的五部動畫電影）。

## 評價
| 媒體           | 累積評分 |
| -------------- | -------- |
| AllMovie       | [ 64 ]   |
| MUBI           | 8.1/10   |
| 爛番茄         | 96/100   |
| 網路電影資料庫 | 7.8/10   |

### 批判性回應
根據评论聚合网站爛番茄的數據，基於26條評論，影評人給了這部電影共為96%的正面評價，平均評分為7.5/10。該網站的評論一致寫道：「《天空之城》的故事情節與其動畫一樣豐富而精彩，令人興奮地體現了吉卜力工作室的獨特優勢。」在Metacritic上，根據7位影評人的評分，這部電影的加權平均分為78分（滿分100分），表明「總體好評」。
2001年，日本雜誌《Animage》將《天空之城》列為「史上100部最佳動畫作品」第44位。在2006年日本新媒體動漫藝術節上根據文化廳進行的一項民意調查中， 《天空之城》被評為史上第三佳動畫，僅次於《風之谷》（1984年）和《新世紀福音戰士》（1995）.。在Oricon公信榜於2008年進行的觀眾投票中，《天空之城》被評為有史以來最好的動畫。評論家村瀨學將其稱為「很可能是宮崎駿製作過最有趣的動畫」。
《天空之城》主要因其動畫品質而受到了廣泛的好評。卡瓦拉羅曾討論了該片採用的繁複分層動畫方法，這種方法需要更多的勞動力，而在使用數位工具之前，她稱之為「吉卜力工作室堅定承諾的寶貴見證」。該片的某些特殊效果也使用了電影和紙片動畫技術的結合。製片人高畑勳堅持在製作成本上保持最高的品質。納皮爾認為，《天空之城》的製作「建立了一個新的行業標準」。宮崎在原始項目提案中表示：「《天空之城》將是一個將動畫帶回其根源的作品」。
2022年4月，《Paste (magazine)》評選前100名不限年份的最佳動畫電影，《天空之城》排名第37名。

### 影響
當前，《天空之城》被視為現代蒸汽龐克和柴油朋克風格的「經典」作品（p. 182）。根據《歐洲遊戲人》的菲利普·博伊斯的觀點，《天空之城》和《風之谷》在日本被認為是這些類型的主要作品，並觀眾介紹了歐洲工業常見的風格特點。麥卡錫表示，該片的史詩動作冒險和技術生態主題的結合，使其贏得了一定的流行文化地位。
在動畫和漫畫行業中，一些知名藝術家將《天空之城》列為對他們作品的主要影響之一。卡瓦拉羅認為，《天空之城》是《新世紀福音戰士》導演庵野秀明在創作1990年電視動畫《冒險少女娜汀亞》時的主要靈感來源。. 1995年電影《攻殼機動隊》的導演押井守稱該片是他最喜歡的吉卜力工作室電影。《驅魔少年》的作者星野桂表示在觀看該片後，他受到了從事動畫行業的激勵，並在最終成為一名漫畫家。《你的名字。》（2016）的導演新海誠稱《天空之城》是他最喜歡的動畫片。此外，《蒸汽龐克聖經》的作者傑夫·范德米爾和SJ·查默斯認為，《天空之城》奠定了宮崎駿後來作品的風格基礎，包括《紅豬》和《霍爾的移動城堡》等作品。（p. 183）
皮克斯和迪士尼動畫的前首席創意官约翰·拉塞特經常稱宮崎和他的作品是他「最大的靈感來源」。當被問及他最喜歡的電影時，拉塞特表示他欽佩《天空之城》。拉塞特與宮崎合作過幾部電影的英文配音，並稱這對他和同事的工作有所影響。在2014年東京國際電影節上的一次演講中，拉塞特表示：「每當我們在皮克斯或迪士尼陷入困境時，我會播放一兩個宮崎的電影片段，以重新激發靈感。」納皮爾認為，皮克斯的電影《瓦力》（2008）中的主角—「一個為人類世界而奮鬥的機器人」可能源於《天空之城》中的機器人。
《天空之城》對許多電子遊戲產生重大影響，尤其在日本成功導致了一波蒸汽龐克風格的遊戲。遊戲設計師坂口博信稱《天空之城》是《最終幻想系列》系列遊戲的靈感來源，尤其是對遊戲中的飛艇造型有影響。《天空之城》還影響了《超级马力欧系列》和《文明系列》中的飛艇設計，以及《Minecraft》中的鐵巨人的啟發。

### 榮譽
| 年份   | 獎項               | 類別             | 結果   | 提名者          | 參考文獻   |
| ------ | ------------------ | ---------------- | ------ | --------------- | ---------- |
| 1986年 | 每日電影獎         | 大藤信郎賞       | 獲獎   | 宮崎駿 德間書店 | [ 83 ]     |
| 1986年 | Animage動漫大獎    | Anime Grand Prix | 獲獎   | 《天空之城》    | [ 84 ]     |
| 1986年 | Pia Ten            | 年度最佳電影     | 第一名 | 《天空之城》    | （p. 183） |
| 1986年 | 電影旬報           | 十佳日本電影獎   | 第八名 | 《天空之城》    | [ 85 ]     |
| 1986年 | 電影旬報           | 讀者票選十佳獎   | 第二名 | 《天空之城》    | （p. 183） |
| 1986年 | 電影藝術           | 電影藝術獎       | 獲獎   | 《天空之城》    | （p. 183） |
| 1986年 | 大阪亞洲電影節     | 十大最佳電影     | 第一名 | 《天空之城》    | （p. 183） |
| 1986年 | 日本電影復興       | 特別獎           | 不適用 | 宮崎駿 高畑勳   | （p. 183） |
| 1986年 | 中央兒童福利委員會 | 特別推薦         | 不適用 | 《天空之城》    | （p. 12）  |

## 海外發行

### 发行

#### 香港
在香港，動畫一直以來被視為小孩子看的東西，並不受重視；天空之城是首齣票房過千萬港元的動畫片，並大獲好評，叫好叫座。而由於本片的成功，片商其後引入另一套宮崎駿動畫《風之谷》於戲院播放（風之谷於日本早於天空之城上映），並首次為動畫片找來影視紅星配音。

#### 中国大陆
中国大陆曾於1992年引进《天空之城》并由长春电影制片厂译制，当时的译名为《空中城堡“拉普他”》。此片是少數在中國電影院內上映過的日本動畫片，也是宫崎骏电影在中国大陸公映的第三部作品（前两部是《龙猫》和《风之谷》），此后中國大陸再未上映宫崎骏的作品直至2018年12月14日《龙猫》重映。

#### 美國
華特迪士尼公司在1998年製作了英文版的配音，而且計畫在1999年發行錄影帶。不過華特迪士尼公司最後決定將《天空之城》在電影院上映。
《魔法公主》在美國的票房失利後，《天空之城》上市的時間再度延遲。最後《天空之城》以DVD及錄影帶的形式於2003年4月15日在美國發行，並且與《魔女宅急便》及《神隱少女》同時上市。雖然跟《魔女宅急便》及《神隱少女》一樣，《天空之城》的新配音受到批評，但克羅里斯·利奇曼與馬克·哈米爾的表現受到讚揚。《天空之城》是當年度由華特迪士尼公司發行的吉卜力工作室作品中，銷售狀況排在第2位；次於《神隱少女》。

### 片名
在1980年代末至1990年代初，《天空之城》（非迪士尼公司發行）曾經在英國以藝術電影的身分上映。播映以《Laputa: The Flying Island》的名稱來上映，《天空之城》至少曾經在英國電視上播放過2次。
另外也有以《Castle in the Sky》為片名上映的國家，包括美國、西班牙、墨西哥。片名中的「Laputa」被刪除，是因為「La puta」此字在西班牙語的意思是「淫婦」、「蕩婦」、或「妓女」，而這些國家都以西班牙語為官方語言，或有大量說西班牙語的居民，因而需要將片名更改以避免冒犯當地民眾。

## 週邊產品

### 小說
《天空之城》小說版在同年電影上映前，便已在動漫雜誌《Animage》上連載，後續以上下兩冊發行。
小說內容由龜岡修改寫，有著比電影版開頭更早之前的故事及之後的橋段。作品裡的插圖則由宮崎駿提供。

### 影碟
《天空之城》在臺灣由博偉發行雙碟版的DVD，在中國大陸則由中錄德加拉發行中文版、日文版的VCD。中文版配音則由臺灣華特迪士尼負責。
藍光光碟版《天空之城》，則在2010年12月22日發行。

## 雜談

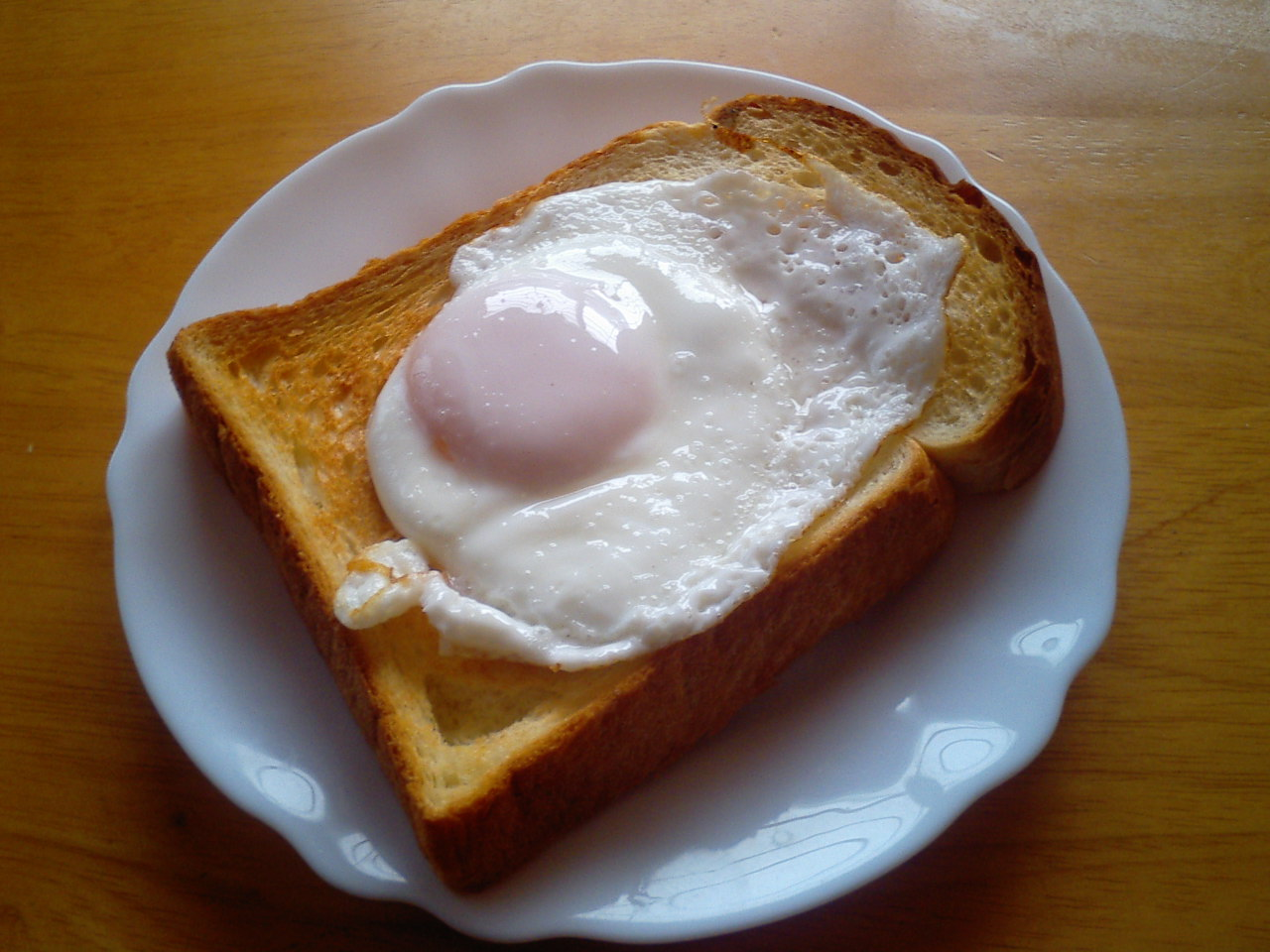
作品中料理真實版：拉普達麵包

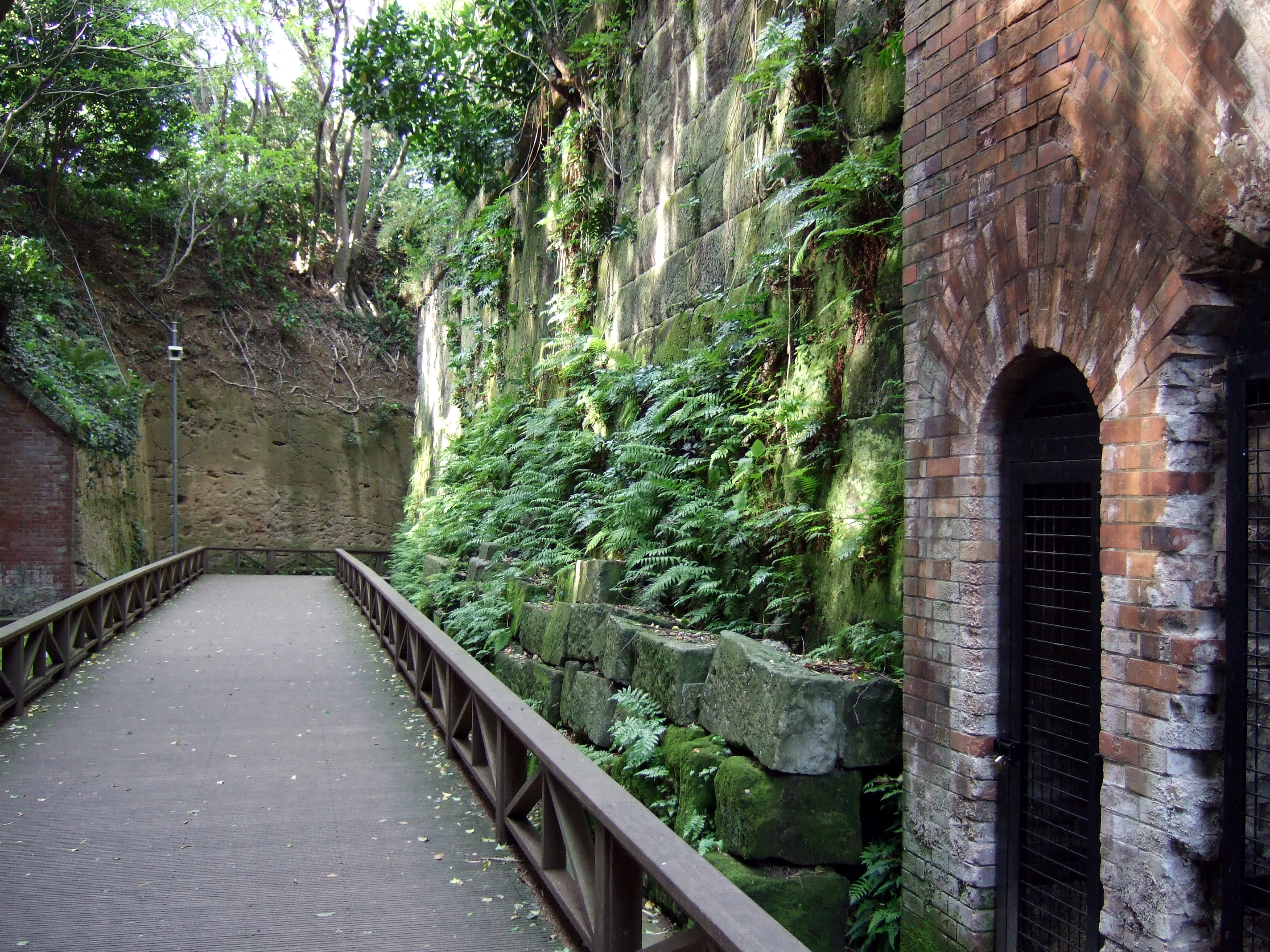
猿島(相似的風景)

- 作品女主角的名字「希達」來自於宮崎駿在學生時代曾嘗試撰寫的人偶劇故事（以精神病院為舞台）裡角色的名字，當時宮崎駿給希達設定的全名則是「賽·珂賽·希達」（Sine．Cosine．Theta）。男主角「巴魯」同為學生時期所構思到的一名船員角色，該船員的故事橋段後續則有套用在《未來少年柯南》中。[89]
- 故事架構中許多設定與《格列佛遊記》第三部前三章的同名飛行島「拉普達」（Laputa）十分相似，致敬意味相當濃厚。《格列佛遊記》的敘事習慣在每段遊記開始附上一張虛構的地圖交代主角的旅程，其中第三部分〈諸島國遊記〉的地圖中唯一出現的真實國度是日本列島，飛行島則位在日本的東北角，該章的正式題名〈拉普塔、巴尼巴比、拉格那格、格魯都追與日本遊記〉也提到日本，這讓歷來日本藝術創作者對該章相當有興趣。
- 在天空之城水池旁裡出現的貌似小老鼠、有著粗尾巴的生物為宮崎駿先前創作的漫畫《修那之旅》中登場的虛構生物。而宮崎駿當時在繪製冒出的分鏡圖裡，在一旁的留白處煞有其事地補上「此為17世紀在塔斯馬尼亞省絕種的動物。」如此註解，讓當時負責作品色彩設計的保田道世女士信以為真；而請演出助手須藤典彥跑去圖書館裡調閱相關資料，以掌握的配色要領。[90]後續則在宮崎駿1997年推出的動畫《魔法公主》裡再度串場。[91]
- 日本曾流傳的「電視上重播的《天空之城》有著隱藏結局」都市傳說，後續由吉卜力於官方日誌上否認。[92]
- 《天空之城》印象專輯的曲目之一「鴿子與少年」有被日本女性太空員山崎直子與家人一同挑選用在國際太空站上作為早安曲播放。[93]
- 2011年12月9日日本電視台重播了《天空之城》，當時在劇情末段巴魯與希達喊出毀滅拉普達的咒語「巴魯斯」的橋段中，社群網站Twitter在日本一帶瞬間暴增超過了2萬5千筆內容為的實況tweet短文。[94]，該段劇情後來在動畫《鬼燈的冷徹》第1期第4話成為惡搞橋段。
- 電子遊戲開發商HOT・B曾打算將《天空之城》改編成遊戲，但之後遊戲企劃的方向改變，最後成品則是以幻想飛行船時代為背景的《鋼鐵帝國》射擊遊戲，並在1992年於Mega Drive上發行。[95][96]
- 在日本地區於天空之城電影上映之後，其劇中前段巴魯於礦坑中拿給希達的厚片吐司夾荷包蛋（日本稱為拉普達麵包）成為有名的料理，由於當時很多人於網際網路上的相關討論區中一再詢問其料理做法故得名，實際上於日本的仙台還確實有女僕餐廳販售這款宮崎駿料理。[97]
- Minecraft中的鐵傀儡送給孩子虞美人是參考來自於片中的古老機器人，鐵傀儡的材質繪製者@jonkagstrom  （页面存档备份，存于）證實了這一點。

### 引用
1. ↑  . walkerplus.   [2013-07-25]. （原始内容存档于2013-04-19） （日语）.
2. ↑  . British Film Institute.   [January 5, 2019]. （原始内容存档于January 6, 2019）.
3. ↑  ：22頁
4. ↑  "Tenkû No Shiro Rapyuta". www.bcdb.com, May 13, 2012
5. ↑  . Wonderland. 25 November 2021  [10 April 2022]. （原始内容存档于January 27, 2022）.
6. ↑  切通理作. . 筑摩書房・ちくま新書. 2001: 27. ISBN 4480059083.
7. ↑  宮崎駿. . 德間書店. 1996: 394–395. ISBN 978-4-19-860541-4.
8. ↑  尾形英夫. . 朝日新聞出版. 2008: 39. ISBN 978-4-02-273221-7.
9. ↑  ：98頁
10. ↑  .   [2013-01-14]. （原始内容存档于2012-04-16）.
11. 1 2  ：105頁
12. ↑  出於《THE ART OF LAPUTA》一書
13. ↑  ：99頁
14. 1 2  ：100頁
15. ↑  ：101頁
16. 1 2 3 4 5  ：102頁
17. ↑  ：29頁
18. ↑  ：109頁
19. 1 2  ：125頁
20. 1 2  Team Ghiblink.  [《天空之城》的FAQ]. Nausicaa.Net.   [2008-12-30]. （原始内容存档于2007-02-23） （英语）.
21. 1 2 3  ：64頁
22. ↑  ：65頁
23. ↑  ：108頁
24. ↑  ：82頁
25. ↑  ：86頁
26. 1 2 3  Odell, Colin; Le Blanc, Michelle. . Kamera. 2009. ISBN 978-1-84243-279-2.
27. ↑  ：88頁
28. ↑  ：280頁
29. 1 2 3 4 5 6  Napier, Susan. . Yale University Press. 2018. ISBN 978-0-300-22685-0.
30. ↑  出發點 1979~1996：369頁
31. ↑  ：81頁
32. 1 2 3 4  Greenberg, Raz. . Bloomsbury Academic. 2018. ISBN 978-1-5013-3594-5.
33. 1 2 3 4 5 6  Cavallaro, Dani. . McFarland & Company. 2006. ISBN 978-0-7864-2369-9.
34. ↑  Suzuki, Toshio. . Nausicaa.net.   [July 4, 2023]. （原始内容存档于October 21, 1999）.
35. ↑  ：290頁
36. 1 2  Miyazaki, Hayao. . Viz Media. 2016. ISBN 978-1-4215-8272-6.
37. ↑  出發點 1979~1996：453頁
38. ↑  ：133頁
39. ↑  David Gordon.  [動畫的魔法師：吉卜力工作室]. hackwriters.   [2009-01-18]. （原始内容存档于2008-12-18） （英语）.
40. ↑  出發點 1979~1996：454頁
41. ↑  McCarthy, Helen.  2002. Stone Bridge Press. 1999. ISBN 978-1-8806-5641-9.
42. ↑  Xan Brooks. . 卫报. 2005-09-14  [2009-07-25]. （原始内容存档于2008-06-25） （英语）.
43. 1 2 3  Miyazaki, Hayao. . Viz Media. 2009. ISBN 978-1-4215-6104-2.
44. ↑  ：141頁
45. ↑  ：165頁
46. ↑  Team Ghiblink.  [關於《天空之城》的音樂]. Nausicaa.net.   [2009-01-18]. （原始内容存档于2008-12-20） （英语）.
47. ↑  Mike Pinsky.  [《天空之城》DVD內容]. dvdverdict. 2003-05-21  [2009-01-18]. （原始内容存档于2008-12-20） （英语）.
48. ↑  Garth Franklin.  [關於《天空之城》]. Dark Horizons.   [2009-01-18]. （原始内容存档于2013-01-04） （英语）.
49. ↑  Dawn Taylor.  [DVD Journal的《天空之城》DVD評論]. DVD Journal Review.   [2009-01-18]. （原始内容存档于2008-12-20） （英语）.
50. ↑  . Amazon.co.jp.   [2013-09-03]. （原始内容存档于2021-05-13） （日语）.
51. ↑  . Amazon.co.jp.   [2013-09-03]. （原始内容存档于2021-05-13） （日语）.
52. ↑  . Amazon.co.jp.   [2013-09-03]. （原始内容存档于2021-05-13） （日语）.
53. ↑  . Amazon.co.jp.   [2013-09-03]. （原始内容存档于2021-05-13） （日语）.
54. 1 2  ：131頁
55. ↑  . MANGA.TOKYO. February 12, 2017  [March 4, 2018]. （原始内容存档于March 4, 2018）.
56. ↑  . Japan Info. July 14, 2015  [March 4, 2018]. （原始内容存档于March 3, 2018）.
57. ↑  . Nausicaa.net.   [March 3, 2018]. （原始内容存档于April 8, 2016） （英语）.
58. ↑  . The Numbers.   [December 18, 2018]. （原始内容存档于December 18, 2018）.
59. ↑  . Box Office Mojo.   [August 15, 2018]. （原始内容存档于August 17, 2018）.
60. ↑  . Lumiere.   [10 April 2022]. （原始内容存档于April 10, 2022）.
61. ↑  検索結, 果. . フィルムアート社. 2006. ISBN 978-4-8459-0687-1 （日语）.
62. ↑  均, 中村. . Nikkei Business (Nikkei Business Publications). May 23, 2007  [August 16, 2018]. （原始内容存档于August 16, 2018） （日语）.
63. ↑  . United Kingdom: British Film Institute (BFI). 2020: 94  [26 April 2022]. （原始内容存档于April 27, 2022）.
64. ↑  allmovie, ,   [2023-07-17], （原始内容存档于2023-04-19） （英语）
65. ↑  ,   [2023-07-17], （原始内容存档于2023-03-29） （英语）
66. ↑  . www.rottentomatoes.com. 1989-04-01  [2023-07-17]. （原始内容存档于2015-08-23） （英语）.
67. ↑  . Metacritic.   [May 28, 2019]. （原始内容存档于June 25, 2020）.
68. ↑  . Anime News Network. January 15, 2001  [March 10, 2013]. （原始内容存档于April 15, 2019）.
69. ↑  . Agency for Cultural Affairs. 2007  [March 15, 2009]. （原始内容存档于February 10, 2007）.
70. ↑  . Oricon. May 1, 2008  [May 6, 2008]. （原始内容存档于May 6, 2008） （日语）.
71. ↑  Murase, Manabu. . Tokyo: Heibonsha. 2004: 82., cited in Napier, Susan. . Yale University Press. 2018: 86. ISBN 978-0-300-22685-0.
72. ↑  Egan，DeMarco, Toussaint，Jason. . The Washington Post. 2022-04-27  [2022-04-27]. （原始内容存档于2021-01-02）.
73. 1 2  VanderMeer, Jeff; Chambers, SJ. . Abrams Books. 2012  [January 6, 2019]. ISBN 978-1-6131-2166-5. （原始内容存档于June 25, 2020）.
74. ↑  Cavallaro, Dani. . . McFarland & Company. 2015: 41  [April 27, 2020]. ISBN 978-1-4766-0070-3. （原始内容存档于November 16, 2021）.
75. ↑  Oshii, Mamoru (1995). Interview in Kinema Junpo, cited in McCarthy, Helen.  2002. Stone Bridge Press. 1999: 111. ISBN 978-1-8806-5641-9.
76. ↑  . Shueisha.   [April 14, 2018]. （原始内容存档于March 15, 2010） （日语）.
77. ↑  Rose, Steve. . The Guardian. November 9, 2016  [July 4, 2023]. （原始内容存档于November 9, 2016）.
78. ↑  Frater, Patrick. . Variety. October 24, 2014  [July 5, 2023]. （原始内容存档于October 26, 2014）.
79. ↑  Goodman, Stephanie. . The New York Times. November 1, 2011  [July 5, 2023]. （原始内容存档于July 6, 2023）.
80. ↑  Brzeski, Patrick. . The Hollywood Reporter. October 24, 2014  [July 5, 2023]. （原始内容存档于June 15, 2021）.
81. ↑  Rogers, Tim. . Edge. March 27, 2006: 2  [January 26, 2014]. （原始内容存档于August 31, 2013）. Okay, so the Chocobos — big, yellow riding birds — were actually stolen from Hayao Miyazaki's movie Nausicaä of the Valley of the Wind, and Hironobu Sakaguchi freely admitted that way back when.  He also admits that the airships were inspired by Laputa, also directed by Miyazaki.
82. ↑  Stone, Tom. . Minecraft.net. February 27, 2017  [May 17, 2023]. （原始内容存档于May 1, 2023）.
83. ↑  . Mainichi Shimbun.   [June 20, 2023]. （原始内容存档于January 9, 2018） （日语）.
84. ↑  . Animage.   [June 20, 2023]. （原始内容存档于October 19, 2010）.
85. ↑  . Cinema 1987.   [June 20, 2023]. （原始内容存档于June 9, 2017） （日语）.
86. ↑  . www.totoroclub.net.   [2020-10-04]. （原始内容存档于2014-11-29）.
87. ↑  Dani Moure.  [拉普達：天空之城]. Mania. 2006-04-06  [2008-12-30]. （原始内容存档于2015-04-11） （英语）.
88. ↑  . Amazon.co.jp.   [2013-09-03]. （原始内容存档于2022-04-14） （日语）.
89. ↑  ：84頁
90. ↑  ：157頁
91. ↑  ：93頁
92. ↑   [吉卜力日誌2002年12月]. 吉卜力工作室. 2002-12-12  [2008-12-30]. （原始内容存档于2008-12-16） （日语）.
93. ↑   [山崎質子的丈夫及女兒挑選《天空之城》的插入曲]. 47news. 2010-04-08  [2012-04-27]. （原始内容存档于2012-04-20） （日语）.
94. ↑  Alexia Tsotsis.  [Twitter在一秒內出現25088筆TPS新記錄於日本重播《天空之城》時達成]. techcrunch. 2011-12-14  [2012-04-27]. （原始内容存档于2011-12-14） （日语）.
95. ↑   [SEGA MD的《鋼鐵帝國》評論]. Meanmachinesmag.com.   [2012-04-27]. （原始内容存档于2012-04-18） （英语）.
96. ↑   [MegaDrive特輯：《鋼鐵帝國》] (PDF). Meanmachinesmag.com.   [2012-04-27]. （原始内容 (PDF)存档于2014-04-03） （英语）.
97. ↑  販售拉普達麵包料理的仙台市女僕餐廳「fairy tale （页面存档备份，存于）」

### 書籍
- . 日本: 德間書店. 2007. ISBN 4-19-720156-7.
- . 日本: 德間書店. 1997. ISBN 978-4-19-720026-9.
- . 日本: 德間書店. 2010. ISBN 978-4-19-720320-8.
- . 日本: 德間書店. 2011. ISBN 978-4-19-720326-0.
- 齊藤守彥.  . 日本: 朝日新聞. 2008. ISBN 978-4-02-273221-7.
- 鈴木敏夫.  . 日本: PIA. 2005. ISBN 4-8356-1540-9.
- 宮崎駿.  . 日本: rockin'on. 2002. ISBN 978-4-86052-007-6.
- 宮崎駿. . 台灣: 東販出版. 2006. ISBN 978-957-473-843-4.

## 外部連結
- 天空之城 - 吉卜力工作室官方網站 （页面存档备份，存于）
- 天空之城 - 日本电影数据库
- 天空之城 - allcinema
- 天空之城 - KINENOTE
- AllMovie上《天空之城》的资料（英文）
- 互联网电影数据库（IMDb）上《天空之城》的资料（英文）